# Sándwich de pollo

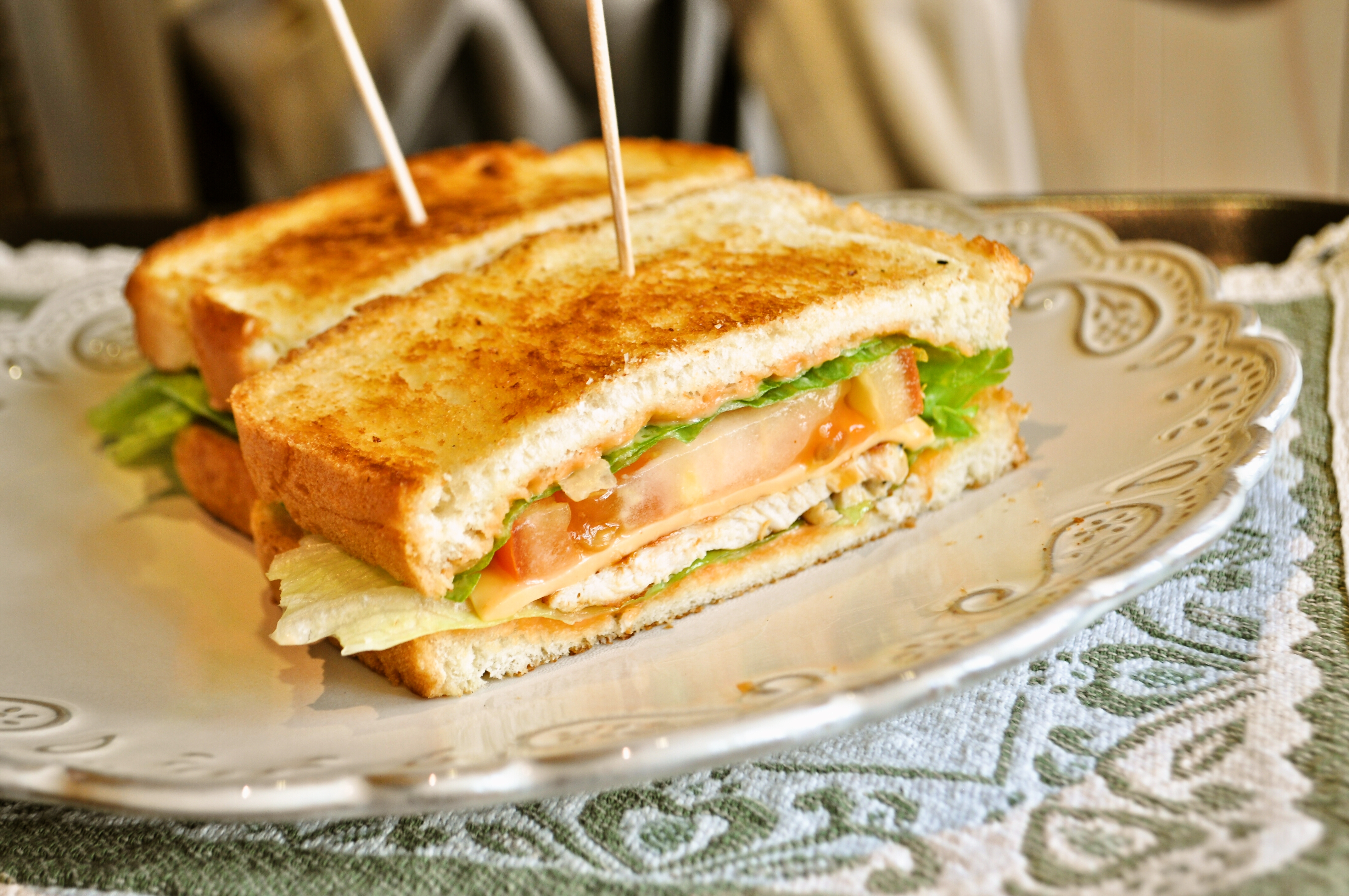
Un sándwich de pechuga de pollo

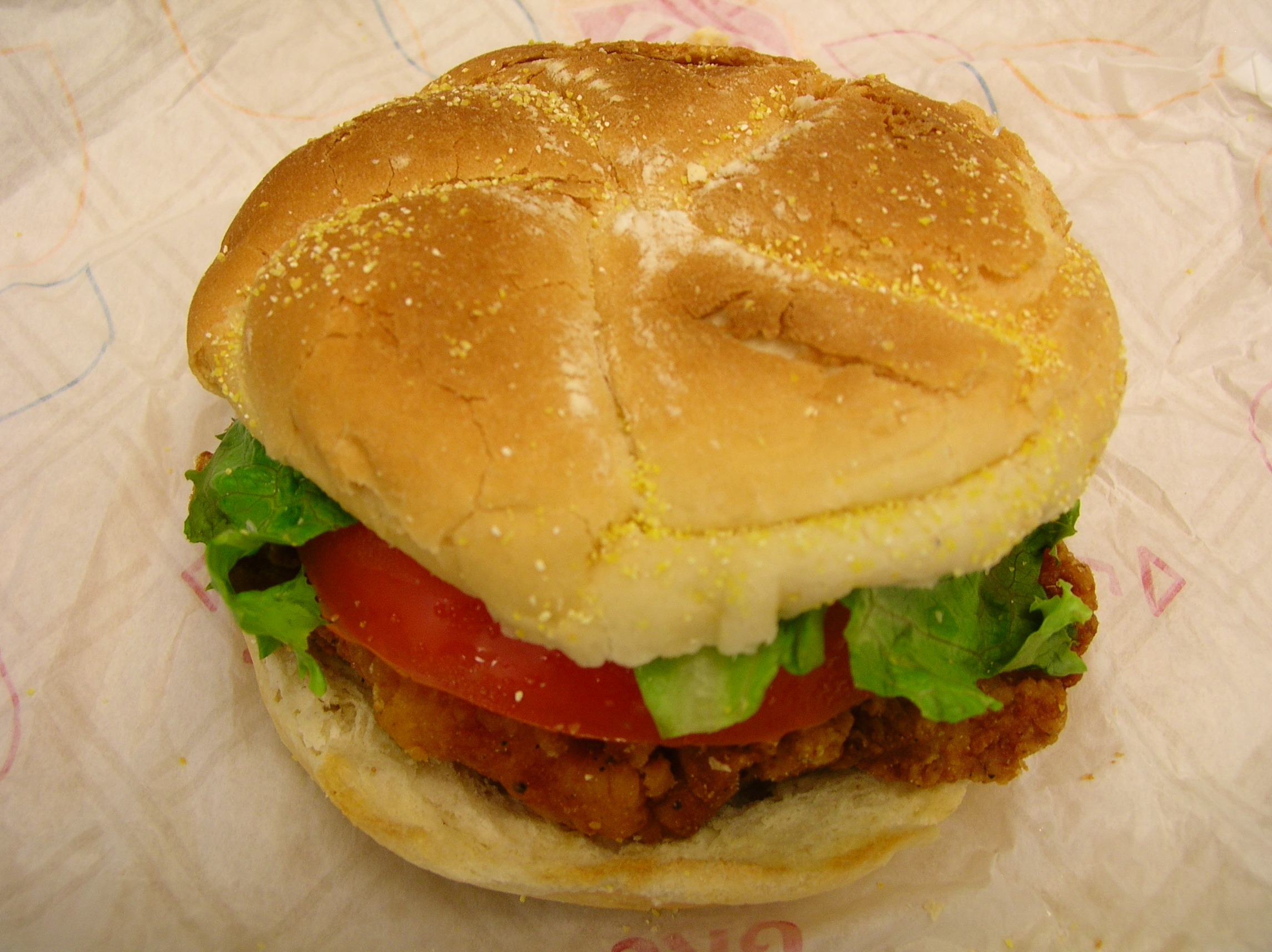
Una hamburguesa de pollo

El sándwich de pollo o emparedado de pollo es una variedad de comida rápida que consiste en pechuga de pollo deshuesada y sin piel, sobre un bollo de hamburguesa, acompañado de condimentos y guarniciones.

## Características
La pechuga de pollo puede prepararse de dos formas, empanizada y frita, o asada y aderezada con salsa barbacoa, o marinada en teriyaki. El complemento habitual es la mayonesa, pero también se usan la mostaza, la salsa de barbecue y el chile chipotle (ocasionalmente también es posible emplear kétchup). Las guarniciones más usadas son la lechuga y el tomate.
Algunos restaurantes acostumbran añadir panceta o quesos (como queso americano, Cheddar o Provolone). El sándwich de pollo es una de las bases de la comida rápida, en particular en Estados Unidos, compitiendo con el sándwich de atún y las hamburguesas. Puede realizarse con diferentes tipos de pan y servirse como sub o como wrap.
La cadena de restaurantes Chick-fil-A, reclama haber sido el primer restaurante en servir un sándwich de pollo. Ellos lo sirven solamente con pepinillos y pechuga de pollo frita. 
En Canadá, Australia e Irlanda se conoce a este sándwich, como hamburguesa de pollo.
En Chile se le conoce como ave y puede tener variaciones a saber:
- Ave mayo (con mayonesa).
- Ave palta (con mayonesa y palta, emulando a la reina pepiada venezolana).
- Ave Italiano (con palta, mayonesa y tomate, llamado así por los colores de la bandera de Italia).
- Ave chacarero (con tomate y porotos verdes).
- Ave Luco (con queso, similar al famoso Barros Luco, sólo que se sustituye la carne por pollo)

La cadena de restaurantes McDonald's lo comercializa bajo el nombre de McPollo (McChicken) y consiste en pechuga de pollo aglutinada en forma de filete tipo hamburguesa con sólo guarnición de lechuga y mayonesa.